# Tilak Ram Tharu
Tilak Ram Tharu (ur. 10 kwietnia 1993) – nepalski lekkoatleta specjalizujący się w biegach sprinterskich, uczestnik Letnich Igrzysk Olimpijskich 2012 w Londynie.

## Wyniki olimpijskie

### Letnie Igrzyska Olimpijskie 2012
| Konkurencja | Preeliminacje | Preeliminacje | Eliminacje | Eliminacje | Półfinał | Półfinał | Finał | Finał   |
| Konkurencja | Wynik         | Miejsce       | Wynik      | Miejsce    | Wynik    | Miejsce  | Wynik | Miejsce |
| ----------- | ------------- | ------------- | ---------- | ---------- | -------- | -------- | ----- | ------- |
| 100 m       | 10,90         | 5.            | NQ         | NQ         | NQ       | NQ       | NQ    | NQ      |

## Rekordy życiowe
- Bieg na 100 metrów – 10,85 (Londyn, 2012)
- Bieg na 200 metrów – 22,38 (Dhaka, 2010)
- Bieg na 400 metrów – 48,4 (Katmandu, 2012)